# Alfaro (Comarca)
Die Comarca Alfaro ist eine der zwölf Comarcas in der autonomen Gemeinschaft La Rioja.
Die im Osten gelegene Comarca umfasst 3 Gemeinden auf einer Fläche von 253,06 km².

## Gemeinden
| Gemeinde           | Einwohner (2024) | Fläche km² | Dichte Einw./km² | Cod INE | Postleitzahl |
| ------------------ | ---------------- | ---------- | ---------------- | ------- | ------------ |
| Aldeanueva de Ebro | 2.691            | 39,08      | 69               | 26008   | 26559        |
| Alfaro             | 9.874            | 194,12     | 51               | 26011   | 26540        |
| Rincón de Soto     | 4.024            | 19,86      | 203              | 26125   | 26550        |
| Comarca Alfaro     | 16.589           | 253,06     | 66               | –       | –            |

1. ↑  Instituto Nacional de Estadística Municipal Register of Spain